# 가토촌 (후쿠이현 사카이군)
가토촌(加戸村)은 후쿠이현 사카이군에 있던 촌이다. 현재의 사카이시 북서부에 해당한다.

## 역사
- 1889년 4월 1일 - 정촌제 시행에 의해 사카이군 가토촌이 성립하였다.
- 1954년 3월 31일 - 신보촌, 오시마촌과 합병해 미쿠니정이 성립하였다.

## 교통

### 철도
- 게이후쿠 전기 철도
  - 아와라선 (현 에치젠 철도 미쿠니아와라선

## 참고문헌
- 角川日本地名大辞典 18 福井県